# La Teulera
La Teulera (en mallorquín sa Teulera) es un barrio de la ciudad de Palma de Mallorca, Baleares, España.
Se encuentra delimitado por los barrios de La Bonanova, Génova, Bellver, Son Dureta, Son Rapiña y Son Vida.
Alcanzaba en el año 2007 la cifra de 1.231 habitantes.
- Datos: Q9072425